# Maurice Richlin
Maurice Richlin est un scénariste américain, né le 23 février 1920 à Omaha (Nebraska, États-Unis), mort le 13 novembre 1990 .

## Filmographie
- 1959 : Confidences sur l'oreiller (Pillow Talk)
- 1959 : Opération jupons (Operation Petticoat)
- 1960 : McGarry and His Mouse (TV)
- 1961 : Il a suffi d'une nuit (All in a Night's Work)
- 1961 : Le Rendez-vous de septembre (Come September)
- 1963 : La Dernière Bagarre (Soldier in the Rain)
- 1963 : La Panthère rose (The Pink Panther)
- 1966 : Qu'as-tu fait à la guerre, papa ? (What Did You Do in the War, Daddy?)
- 1967 : Comment réussir en amour sans se fatiguer (Don't Make Waves)
- 1968 : L'Infaillible Inspecteur Clouseau (Inspector Clouseau)
- 1974 : Ma femme est dingue (For Pete's Sake)